# Pierre Gendron (chimiste)
Pour les articles homonymes, voir Gendron.
Ne pas confondre avec Pierre Gendron (1952-), un producteur de cinéma québécois.
 (avril 2021).
Si vous disposez d'ouvrages ou d'articles de référence ou si vous connaissez des sites web de qualité traitant du thème abordé ici, merci de compléter l'article en donnant les références utiles à sa vérifiabilité et en les liant à la section « Notes et références ».
Pierre-Raoul Gendron, né le 1er mai 1916 à Saint-Hyacinthe et mort le 16 février 1984, est un chimiste québécois. 

## Biographie
Chargé de cours de chimie à l'Université Columbia de New York (1949-1950), Professeur adjoint (1946), professeur associé (1953-1962) de chimie à l'Université de Montréal (1952).
Doyen de la Faculté des sciences pures et appliquées de l'Université d'Ottawa (1953-1962). Président de l'ACFAS (1960-1961). Fondateur et premier directeur du Planétarium Dow de Montréal (1962-1963). 
Vice-président (1962-1964), puis président (1964-1966) de la Brasserie Dow, puis de la Brasserie O'Keefe (Molson) du Québec. Vice-président et directeur général des Brasseries canadiennes de l'Est (1966-1968). Président de l'Institut de recherches sur les pâtes et papiers (1968-). 

## Honneurs
- 1964 - Prix Urgel-Archambault de l'ACFAS
- 1970 - Compagnon de l'Ordre du Canada